# 콘플라워 블루

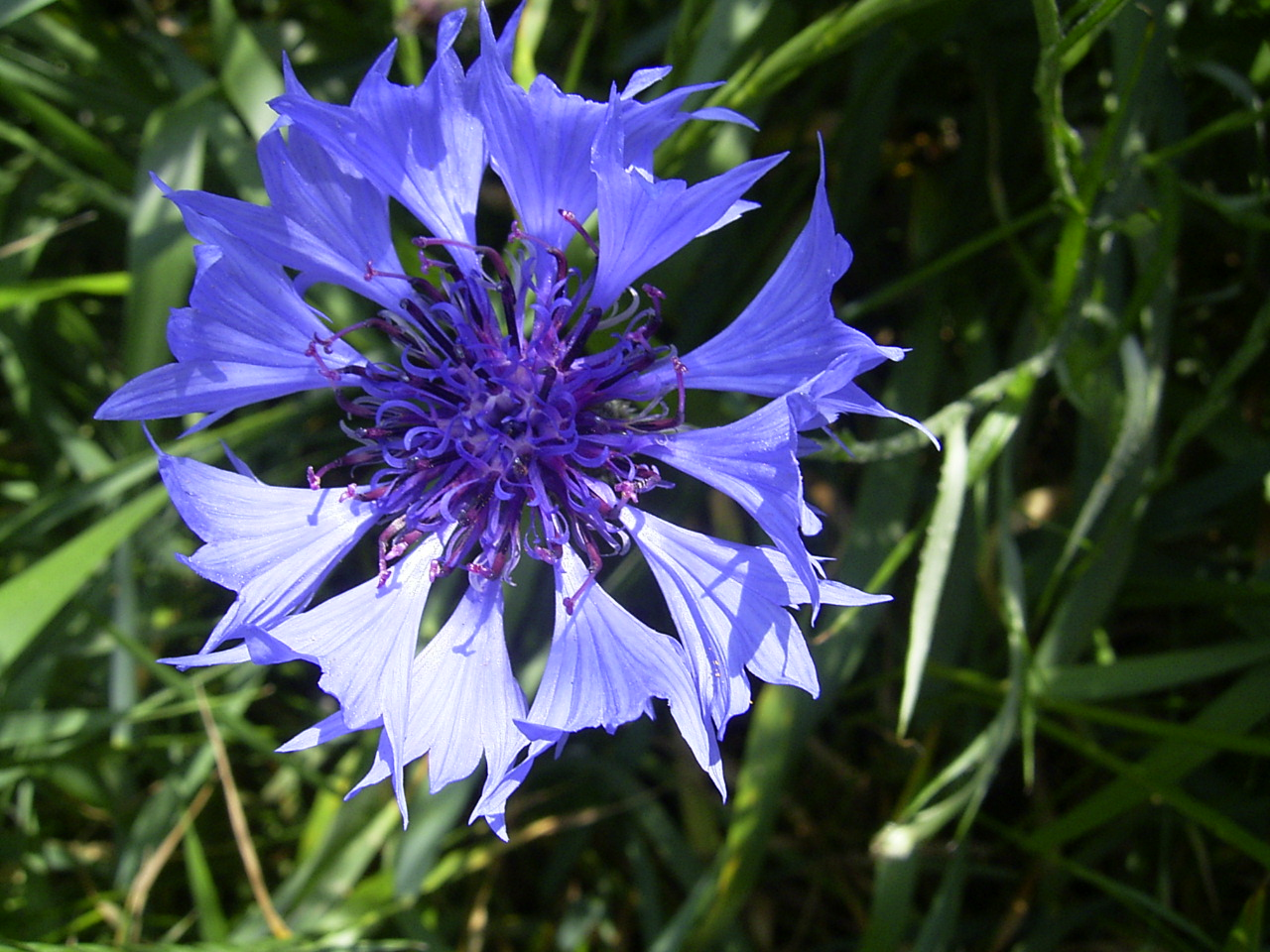
수레국화

콘플라워 블루(Cornflower blue)는 상대적으로 녹색이 거의 없는 중간에서 연한 파랑의 한 색조이다. 이 색조는 네덜란드 화가 요하네스 페르메이르가 가장 좋아하는 색 중 하나였다.

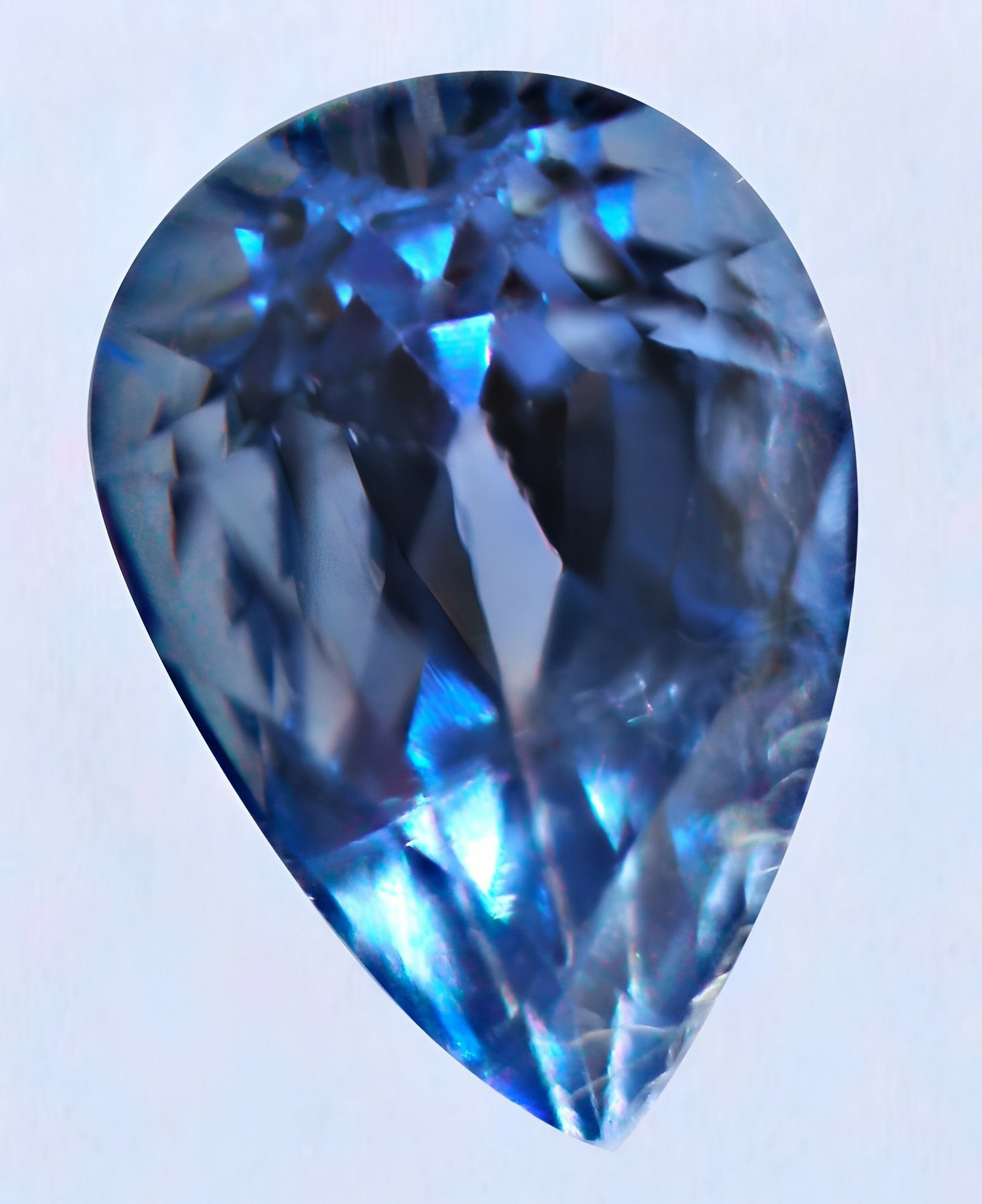
콘플라워 블루 사파이어

가장 값비싼 푸른색 사파이어는 콘플라워 블루라고 불리며, 중간에서 어두운 자주색-파랑 색조를 띤다.

## 용도

### 로버트 보일
로버트 보일은 수레국화에서 추출한 파란색 염료를 보고했다. 이것은 보일의 블루와 시안 블루라고도 불렸다. 그러나 이 염료 색상은 널리 상업화되지 못했다.

### X11
콘플라워 블루는 X 윈도 (X11) 색상 체계에서 정의된 색상이다. 따라서 웹 페이지에 사용되는 이름 지정 색상으로 사용할 수 있다.

### HTML
콘플라워 블루 ( )는 HTML 색상 이름이며, 십육진법 코드는 #6495ED이다.

### 크레욜라
콘플라워는 십육진법 코드 #93CCEA를 가진 크레욜라 색상이다. 이 색상은 원래 1958년에 48색 크레용 상자에 포함되어 출시되었다. 이 색상은 라이트 콘플라워라고도 불린다.

### RAL
콘플라워 블루 RAL 코드는 RAL 270 50 40이다.

### 마이크로소프트 XNA
콘플라워 블루는 XNA 프레임워크에서 사용되는 기본 투명 색상이다.

### 바이에른 보병 군복 색상
19세기 초, 특히 나폴레옹 시대에 바이에른 보병의 외투 색상이었다.

## 대중문화에서
독일의 인기 노래 "Kornblumenblau" (말 그대로 "수레국화 파랑")는 극심한 취기를 유머러스하게 미화하며, 'blau'는 독일어로 "취한"을 뜻하는 속어이고, 수레국화 파랑은 강렬한 색조를 의미한다.
척 팔라닉의 파이트 클럽에서 콘플라워 블루는 내레이터의 상사와 관련된 색상이다. 그가 특정 아이콘을 강조하기 위해 이 특정 파란색 음영을 선택했다고 밝혀진다.

## 같이 보기
- 색상 목록